# Izaskun Múgica Zozaya
Izaskun Múgica Zozaya (en euskera Izaskun Mújika Zozaya) nacida en Pasajes (Guipúzcoa) el 18 de febrero de 1964 es una ex jugadora de balonmano española.
Integrante del histórico Osito L'Eliana campeón de Europa, levantó 39 títulos nacionales e internacionales y es una de las pocas jugadoras españolas con el título de Campeona de Europa en sus vitrinas.

## Trayectoria
Jugadora total, pasó desde la portería al centro del equipo durante su carrera balonmanística. Pudo haber sido defensa en un campo de fútbol pero el mítico Pasajes de su ciudad natal, Pasajes, terminó por decantar la balanza hacia el balonmano. Pasó por el Universitarias de San Sebastián y luego jugó en el Hernani para con 20 años, en el año 1985, recalar en el Iber Valencia de la mano de la histórica Vicenta Cano donde engalanó su palmarés con una Copa de Europa, una Recopa de Europa y una Supercopa de Europa, además de dieciséis Ligas, catorce Copas de la Reina, tres Supercopas de España y tres copas ABF.
Dieciocho años después, todas ellas con Cristina Mayo en el banquillo y tras un subcampeonato de Europa y otro de liga, colgó las botas tras la temporada 2002/03, con 38 años en un partido homenaje con la selección autonómica vasca contra la selección autonómica de la Comunidad Valenciana.
Una de las mejores defensoras españolas de la época, esta central mayormente defensiva tenía en su gran velocidad y su colocación en el campo, además de su agresividad en la presión a la jugadora contraria, la mayor de sus virtudes. Todas esas cualidades le valieron el apodo de "la guerrera del Osito".
Medalla e Insignia de Bronce Real Federación Española de Balonmano y la Placa de la Diputación Foral de Guipúzcoa como reconocimiento a la labor en la difusión de los valores gipuzcoanos a través del deporte.
Con la selección española consiguió la medalla de plata en los Juegos del Mediterráneo de 2001 y la medalla de bronce en los del año 1993. Participó un total de 60 partidos con la camiseta nacional y marcó 13 goles compitiendo en decenas de torneos internacionales y en dos mundiales, el Campeonato del Mundo de 1993 celebrado en Noruega y el Campeonato del Mundo de 2011 celebrado en Italia.

### Palmarés
- 1 Campeonato de Europa (1996–97);
- 1 Supercopa de Europa (1997–98);
- 1 Recopa de Europa (1999–00);
- 16 Campeonatos Liga Nacional División de Honor (de la temporada 1985–1986 a la temporada 2001–2002 menos la temporada 1998–1999[8]).
- 14 Copas de SM La Reina
- 3 Copas ABF (2000–2001 a 2002–2003)
- 3 Supercopas de España (1999–2000 a 2002–2003)
- 4 Copas de la Generalitad Valenciana

### Selección española
- Medalla de plata en los Juegos del Mediterráneo de Languedoc 1993
- Medalla de bronce en los Juegos del Mediterráneo de Túnez 2001

## Clubes
| Club                                                               | País   | Año         |
| ------------------------------------------------------------------ | ------ | ----------- |
| Iber Valencia – Mar Valencia – Milar L'Eliana – Osito Mar L'Eliana | España | 1985 – 2003 |
| Hernani                                                            | España | 1984 – 1985 |
| Universitarias de San Sebastián                                    | España | 1982 – 1984 |
| Pasaia Antxo                                                       | España | 1978 – 1982 |